# Boseň
Boseň è un comune della Repubblica Ceca facente parte del distretto di Mladá Boleslav, in Boemia Centrale.

## Monumenti e luoghi d'interesse
- Chiesa di San Venceslao
- Castello di Valečov